# Collybia inodora
Collybia inodora är en svampart som först beskrevs av Narcisse Theophile Patouillard, och fick sitt nu gällande namn av Peter D. Orton 1969. Collybia inodora ingår i släktet Collybia och familjen Tricholomataceae.   Inga underarter finns listade i Catalogue of Life.
I den svenska databasen Dyntaxa används istället namnet Gymnopus inodorus för samma taxon.  Arten har ej påträffats i Sverige.